# Edgar Lungu
Edgar Chagwa Lungu (født 11. november 1956, død 5. juni 2025) var en zambisk politiker som var præsident for Zambia fra 25. januar 2015 til 24. august 2021. Under præsident Michael Sata var Lungu justitsminister og forsvarsminister. Efter Satas død i oktober 2014 blev der udskrevet genvalg til præsidentposten, Lungu blev valgt som kandidat for Satas party, Patriotic Front. Lungu tabte præsidentvalget 12. august 2021 til Hakainde Hichilema.